# Collegio di Hazel Grove
Hazel Grove è un collegio elettorale situato nella Greater Manchester, nel Nord Ovest dell'Inghilterra, e rappresentato alla Camera dei comuni del Parlamento del Regno Unito. Elegge un membro del parlamento con il sistema maggioritario a turno unico; l'attuale parlamentare è Lisa Smart dei Liberal Democratici, che rappresenta il collegio dal 2024.

## Estensione
- 1974–1983: i distretti urbani di Bredbury and Romiley, Hazel Grove and Bramhall e Marple.
- 1983–2010: i ward del borgo metropolitano di Stockport di Bredbury, Great Moor, Hazel Grove, Marple North, Marple South e Romiley.
- 2010-2024: i ward del borgo metropolitano di Stockport di Bredbury and Woodley, Bredbury Green and Romiley, Hazel Grove, Marple North, Marple South e Offerton.
- dal 2024: come sopra, con in aggiunta il ward di Manor del borgo metropolitano di Stockport.

Il collegio fu creato nel 1974 e incorporò aree che in precedenza erano state nel collegio di Cheadle.

## Membri del parlamento
| Elezione | Elezione | Deputato           | Partito             |
| -------- | -------- | ------------------ | ------------------- |
|          | Feb 1974 | Michael Winstanley | Liberale            |
|          | Ott 1974 | Tom Arnold         | Conservatore        |
|          | 1997     | Andrew Stunell     | Liberal Democratici |
|          | 2015     | William Wragg      | Conservatore        |
|          | 2024     | William Wragg      | Indipendente        |
|          | 2024     | Lisa Smart         | Liberal Democratici |

## Elezioni

### Elezioni negli anni 2020
| Partito                    | Partito                                         | Candidato                  | Risultati 4 luglio 2024 | Risultati 4 luglio 2024 |
| Partito                    | Partito                                         | Candidato                  | Voti                    | %                       |
| -------------------------- | ----------------------------------------------- | -------------------------- | ----------------------- | ----------------------- |
|                            | Lib Dem                                         | Lisa Smart                 | 17 328                  | 37,67                   |
|                            | Laburista                                       | Claire Vibert              | 10 828                  | 23,54                   |
|                            | Conservatore                                    | Paul Athans                | 9 011                   | 19,59                   |
|                            | Reform UK                                       | John Kelly                 | 6 955                   | 15,12                   |
|                            | Verdi                                           | Graham Reid                | 1 763                   | 3,83                    |
|                            | Social Democratico                              | Tim O'Rourke               | 113                     | 0,25                    |
|                            |                                                 |                            |                         |                         |
| Iscritti                   | Iscritti                                        | Iscritti                   | 72 846                  | 100,00                  |
| ↳ Votanti (% su iscritti)  | ↳ Votanti (% su iscritti)                       | ↳ Votanti (% su iscritti)  | 46 168                  | 63,38                   |
| ↳ Astenuti (% su iscritti) | ↳ Astenuti (% su iscritti)                      | ↳ Astenuti (% su iscritti) | 26 678                  | 36,62                   |
|                            |                                                 |                            |                         |                         |
|                            | Esito: collegio passa da Conservatore a Lib Dem |                            |                         |                         |

### Elezioni negli anni 2010
| Partito                    | Partito                                   | Candidato                  | Risultati 12 dicembre 2019 | Risultati 12 dicembre 2019 |
| Partito                    | Partito                                   | Candidato                  | Voti                       | %                          |
| -------------------------- | ----------------------------------------- | -------------------------- | -------------------------- | -------------------------- |
|                            | Conservatore                              | William Wragg              | 21 592                     | 48,77                      |
|                            | Lib Dem                                   | Lisa Smart                 | 17 169                     | 38,78                      |
|                            | Laburista                                 | Tony Wilson                | 5 508                      | 12,44                      |
|                            |                                           |                            |                            |                            |
| Iscritti                   | Iscritti                                  | Iscritti                   | 63 346                     | 100,00                     |
| ↳ Votanti (% su iscritti)  | ↳ Votanti (% su iscritti)                 | ↳ Votanti (% su iscritti)  | 44 269                     | 69,88                      |
| ↳ Astenuti (% su iscritti) | ↳ Astenuti (% su iscritti)                | ↳ Astenuti (% su iscritti) | 19 077                     | 30,12                      |
|                            |                                           |                            |                            |                            |
|                            | Esito: collegio confermato a Conservatore |                            |                            |                            |

| Partito                    | Partito                                   | Candidato                  | Risultati 8 giugno 2017 | Risultati 8 giugno 2017 |
| Partito                    | Partito                                   | Candidato                  | Voti                    | %                       |
| -------------------------- | ----------------------------------------- | -------------------------- | ----------------------- | ----------------------- |
|                            | Conservatore                              | William Wragg              | 20 047                  | 45,43                   |
|                            | Lib Dem                                   | Lisa Smart                 | 14 533                  | 32,93                   |
|                            | Laburista                                 | Navendu Mishra             | 9 036                   | 20,47                   |
|                            | Verdi                                     | Robbie Lee                 | 516                     | 1,17                    |
|                            |                                           |                            |                         |                         |
| Iscritti                   | Iscritti                                  | Iscritti                   | 63 135                  | 100,00                  |
| ↳ Votanti (% su iscritti)  | ↳ Votanti (% su iscritti)                 | ↳ Votanti (% su iscritti)  | 44 132                  | 69,90                   |
| ↳ Astenuti (% su iscritti) | ↳ Astenuti (% su iscritti)                | ↳ Astenuti (% su iscritti) | 19 003                  | 30,10                   |
|                            |                                           |                            |                         |                         |
|                            | Esito: collegio confermato a Conservatore |                            |                         |                         |

| Partito                    | Partito                                         | Candidato                  | Risultati 7 maggio 2015 | Risultati 7 maggio 2015 |
| Partito                    | Partito                                         | Candidato                  | Voti                    | %                       |
| -------------------------- | ----------------------------------------------- | -------------------------- | ----------------------- | ----------------------- |
|                            | Conservatore                                    | William Wragg              | 17 882                  | 41,38                   |
|                            | Lib Dem                                         | Lisa Smart                 | 11 330                  | 26,22                   |
|                            | Laburista                                       | Michael Taylor             | 7 584                   | 17,55                   |
|                            | UKIP                                            | Darran Palmer              | 5 283                   | 12,22                   |
|                            | Verdi                                           | Graham Reid                | 1 140                   | 2,64                    |
|                            |                                                 |                            |                         |                         |
| Iscritti                   | Iscritti                                        | Iscritti                   | 62 421                  | 100,00                  |
| ↳ Votanti (% su iscritti)  | ↳ Votanti (% su iscritti)                       | ↳ Votanti (% su iscritti)  | 43 219                  | 69,24                   |
| ↳ Astenuti (% su iscritti) | ↳ Astenuti (% su iscritti)                      | ↳ Astenuti (% su iscritti) | 19 202                  | 30,76                   |
|                            |                                                 |                            |                         |                         |
|                            | Esito: collegio passa da Lib Dem a Conservatore |                            |                         |                         |

| Partito                    | Partito                              | Candidato                  | Risultati 6 maggio 2010 | Risultati 6 maggio 2010 |
| Partito                    | Partito                              | Candidato                  | Voti                    | %                       |
| -------------------------- | ------------------------------------ | -------------------------- | ----------------------- | ----------------------- |
|                            | Lib Dem                              | Andrew Stunell             | 20 485                  | 48,80                   |
|                            | Conservatore                         | Annesley Abercorn          | 14 114                  | 33,62                   |
|                            | Laburista                            | Richard Scorer             | 5 234                   | 12,47                   |
|                            | UKIP                                 | John Whittaker             | 2 148                   | 5,12                    |
|                            |                                      |                            |                         |                         |
| Iscritti                   | Iscritti                             | Iscritti                   | 63 034                  | 100,00                  |
| ↳ Votanti (% su iscritti)  | ↳ Votanti (% su iscritti)            | ↳ Votanti (% su iscritti)  | 41 981                  | 66,60                   |
| ↳ Astenuti (% su iscritti) | ↳ Astenuti (% su iscritti)           | ↳ Astenuti (% su iscritti) | 21 053                  | 33,40                   |
|                            |                                      |                            |                         |                         |
|                            | Esito: collegio confermato a Lib Dem |                            |                         |                         |

### Elezioni negli anni 2000
| Partito                    | Partito                              | Candidato                  | Risultati 5 maggio 2005 | Risultati 5 maggio 2005 |
| Partito                    | Partito                              | Candidato                  | Voti                    | %                       |
| -------------------------- | ------------------------------------ | -------------------------- | ----------------------- | ----------------------- |
|                            | Lib Dem                              | Andrew Stunell             | 19 355                  | 49,48                   |
|                            | Conservatore                         | Alan White                 | 11 607                  | 29,67                   |
|                            | Laburista                            | Andrew Graystone           | 6 834                   | 17,47                   |
|                            | UKIP                                 | Keith Ryan                 | 1 321                   | 3,38                    |
|                            |                                      |                            |                         |                         |
| Iscritti                   | Iscritti                             | Iscritti                   | 64 337                  | 100,00                  |
| ↳ Votanti (% su iscritti)  | ↳ Votanti (% su iscritti)            | ↳ Votanti (% su iscritti)  | 39 117                  | 60,80                   |
| ↳ Astenuti (% su iscritti) | ↳ Astenuti (% su iscritti)           | ↳ Astenuti (% su iscritti) | 25 220                  | 39,20                   |
|                            |                                      |                            |                         |                         |
|                            | Esito: collegio confermato a Lib Dem |                            |                         |                         |

| Partito                    | Partito                              | Candidato                  | Risultati 7 giugno 2001 | Risultati 7 giugno 2001 |
| Partito                    | Partito                              | Candidato                  | Voti                    | %                       |
| -------------------------- | ------------------------------------ | -------------------------- | ----------------------- | ----------------------- |
|                            | Lib Dem                              | Andrew Stunell             | 20 020                  | 52,03                   |
|                            | Conservatore                         | Nadine Bargery             | 11 585                  | 30,11                   |
|                            | Laburista                            | Martin Miller              | 6 230                   | 16,19                   |
|                            | UKIP                                 | Gerald Price               | 643                     | 1,67                    |
|                            |                                      |                            |                         |                         |
| Iscritti                   | Iscritti                             | Iscritti                   | 65 106                  | 100,00                  |
| ↳ Votanti (% su iscritti)  | ↳ Votanti (% su iscritti)            | ↳ Votanti (% su iscritti)  | 38 478                  | 59,10                   |
| ↳ Astenuti (% su iscritti) | ↳ Astenuti (% su iscritti)           | ↳ Astenuti (% su iscritti) | 26 628                  | 40,90                   |
|                            |                                      |                            |                         |                         |
|                            | Esito: collegio confermato a Lib Dem |                            |                         |                         |

## Risultati dei referendum

### Referendum sulla permanenza del Regno Unito nell'Unione europea del 2016
|             | Collegio    | Lasciare UE % | Rimanere in UE % |
| ----------- | ----------- | ------------- | ---------------- |
|             | Hazel Grove | 52,2%         | 47,8%            |
| Inghilterra | 53,3%       | 46,7%         |                  |
| Regno Unito | 51,9%       | 48,1%         |                  |